# Александър Пърчевски
Александър Пърчевски (на македонска литературна норма: Александар Прчевски) е юрист, главен прокурор на Република Македония.

## Биография
Роден е през 1950 година в град Битоля. По произход е от бившето гъркоманско село Буково. Завършва право в Скопския университет през 1978 година. Дългогодишен съдия, председател на Основния съд в Битоля през 90-те години на ХХ век. От януари 2003 до октомври 2006 година е главен прокурор на Република Македония. През последните години от живота си поддържа адвокатска кантора в Битоля.